# Norbert Hofer
Norbert Gerwald Hofer (ˈnɔʁbɛʁt ˈhoːfɐ; Vorau, 2 març 1971) és un polític i enginyer aeronàutic austríac, membre del partit Partit de la Llibertat d'Àustria.
Hofer va ser candidat a president d'Àustria en les eleccions presidencials de 2016. Va ser el candidat més votat en la primera volta, i fou derrotat en la segona volta per Alexander Van der Bellen. El Tribunal Constitucional d'Àustria va anul·lar per frau el resultat d'aquesta última volta, que s'anava a repetir el 2 d'octubre de 2016, però finalment es repetí el 4 de desembre de 2016, amb victòria també per a Van der Bellen.